# Elisabeth van de Drie-eenheid
Elisabeth van de Drie-eenheid, ook Elisabeth van de Drievuldigheid of Elisabeth van Dijon genoemd, (Avord, 18 juli 1880 - Dijon, 9 november 1906) was een Franse karmelietes die op 16 oktober 2016 heilig werd verklaard door paus Franciscus.

## Biografie

### Jeugd
Elisabeth was de dochter van Joseph Catez - een kapitein in het leger - en van Marie Catez-Rolland. Ze werd geboren in het legerkamp van Avord en kreeg de geboortenamen Josepha Elisabeth Catez; roepnaam Elisabeth of Sabeth. Reeds snel verhuisde het gezin naar Dijon, omwille van de overplaatsing van kapitein Catez. Elisabeth groeide op in een welgesteld milieu. In 1883 kreeg ze een zus, Marguerite. Qua karakter werd de jonge Elisabeth omschreven als ongemeen opvliegend. Zo is een verhaal bekend dat ze reeds op de leeftijd van 19 maanden in de kerk een woede-uitbarsting kreeg omdat ze in de kerststal haar eigen pop meende te herkennen, verkleed als Jezus.

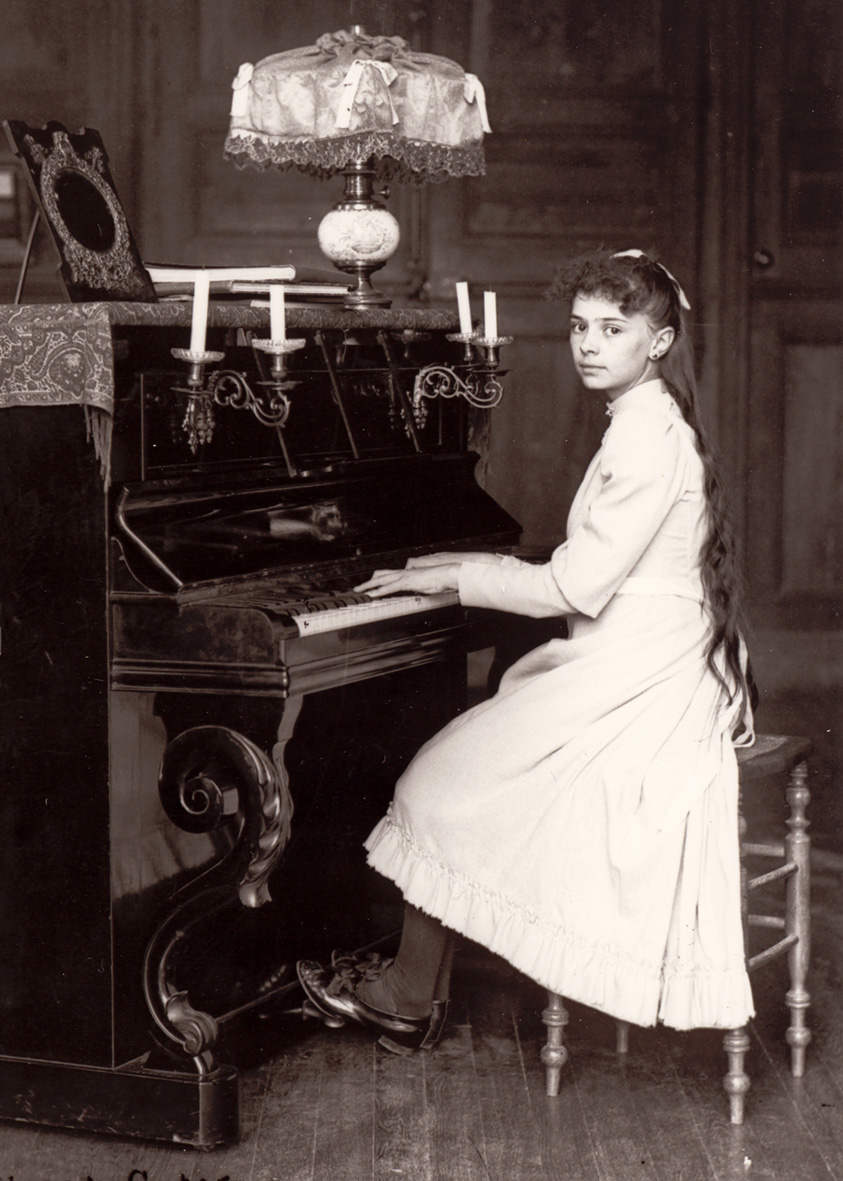
Elisabeth Catez in augustus 1893 op piano, in het kasteel van Gemeaux

In oktober 1887 stierf haar vader onverwacht aan een hartaanval; Catez was toen 7 jaar. Haar moeder verhuisde vervolgens met haar twee dochters naar een kleinere woning, vlak bij een karmelietenklooster. Ze hield echter van reizen en jaarlijks maakte het gezin daardoor maandenlange tochten door de Pyreneeën, de Vogezen of het Jura-gebergte. Onder meer hierdoor kregen de kinderen enkel onderwijs in de vorm van privélessen, waarbij vooral muziek centraal stond. Elisabeth Catez werd ook ingeschreven op het conservatorium van Dijon, waar ze zich toelegde op piano en dankzij haar bovengemiddelde virtuositeit op het klavier in juli 1893 de "Premier prix" in ontvangst mocht nemen.
Op 19 april 1891 deed ze haar eerste communie. Volgens haar moeder had ze daarna praktisch geen driftbuien meer. In haar dagboek getuigt Elisabeth dat ze zich nog wel erg kon opwinden over bepaalde zaken, maar dat ze zich steeds beter wist te beheersen. De avond na haar eerste communie brachten zij en haar moeder een bezoek aan de karmel van Dijon, waarbij ze van de priorin een devotieprentje kreeg, met een stichtelijk vers. Vanaf dat moment zou het voor Elisabeth hebben vastgestaan dat ze religieuze zou worden, al zou ze, waarschijnlijk omwille van haar moeder, pas intreden op haar 21e.
Intussen ging Elisabeth Catez aan de slag in een sigarenfabriek en gaf ze daarnaast catechese aan kinderen.

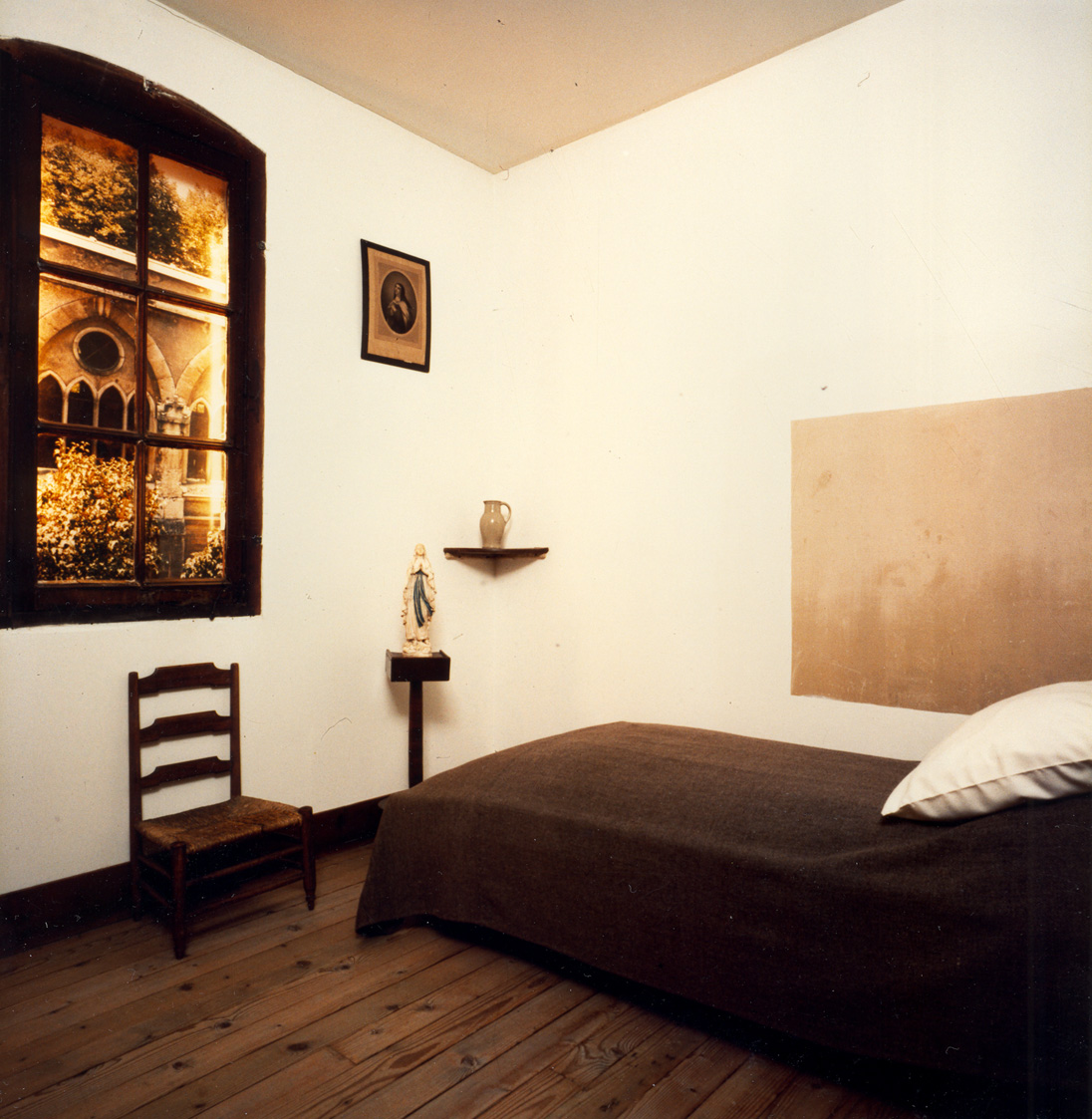
Kloostercel van Elisabeth van de Drie-eenheid

### Kloosterleven
Op 2 augustus 1901 deed ze haar intrede in het klooster van de ongeschoeide karmelietessen te Dijon. Daar kreeg ze de kloosternaam Elisabeth de la Trinité (Elisabeth van de Drie-eenheid). Op 11 januari 1903 deed ze haar eeuwige geloften. Datzelfde jaar werden bij haar de eerste symptomen van de ziekte van Addison merkbaar, een chronische en indertijd nog ongeneeslijke bijnierschorsinsufficiëntie. Haar toestand ging snel achteruit en reeds in 1905 kreeg ze het verbod om nog te vasten. Nochtans werd ze juist gedurende die periode in het voorjaar van 1906 omwille van haar toenemende lichamelijke disfuncties opgenomen in de ziekenboeg van het klooster, waar ze op 9 november 1906, op 26-jarige leeftijd, overleed aan haar ziekte.
Elisabeth van de Drie-eenheid voelde zich onmiddellijk thuis in de karmel en in het leven in stilte en werd gedurende haar religieuze ontwikkeling sterk geïnspireerd door de twee grote mystieke karmelieter heiligen Theresia van Ávila en Johannes van het Kruis.
Omwille van haar spirituele ervaringen, onder meer weerspiegeld in haar brieven, wordt Elisabeth van de Drie-eenheid eveneens beschouwd als een mystica.

## Heiligverklaring

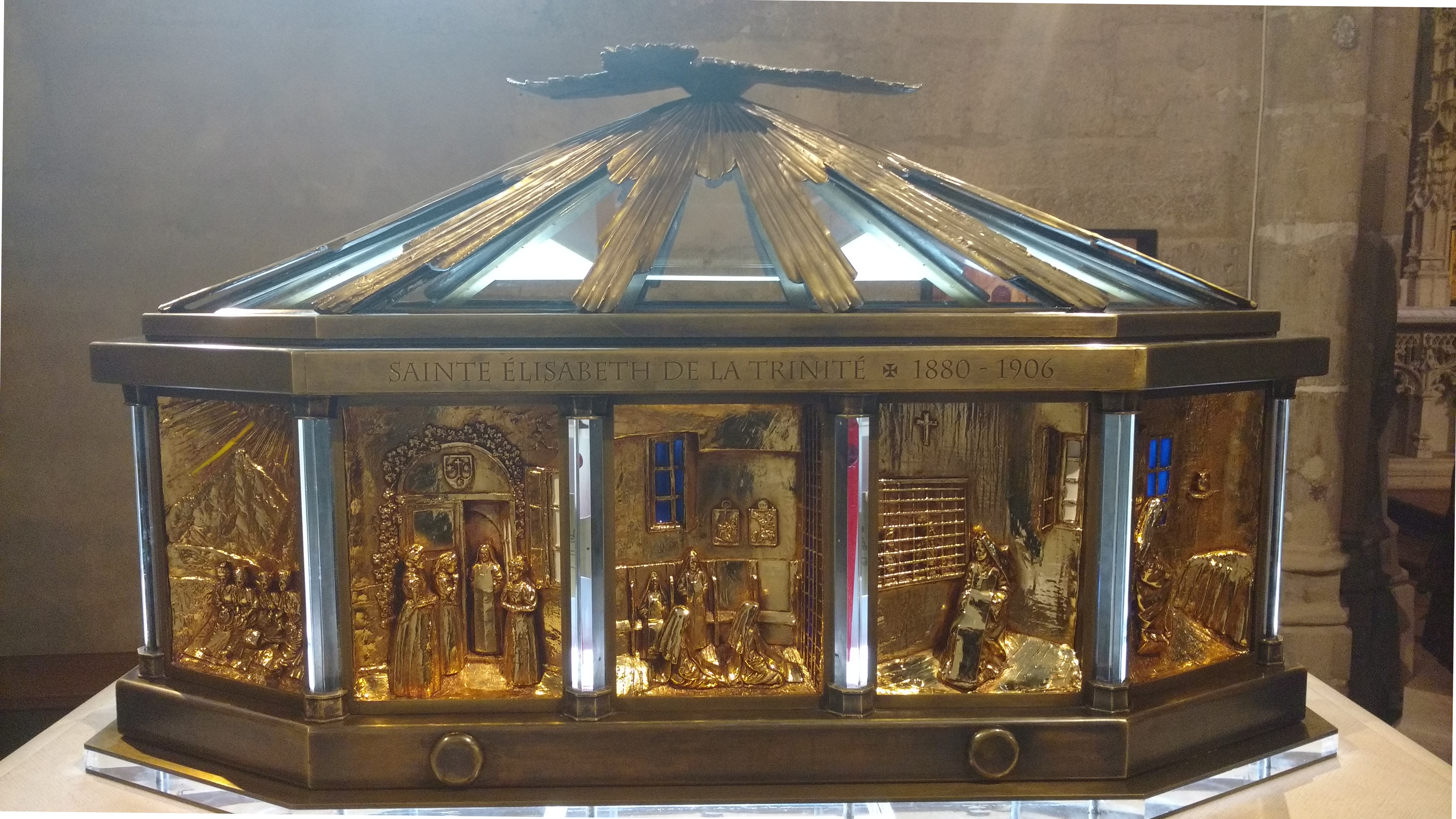
Reliekschrijn in de Église Saint-Michel in Dijon

Reeds tijdens haar leven werd Elisabeth van de Drie-eenheid als een heilige beschouwd, wat onder meer blijkt uit de brieven van haar priorin. Aanvankelijk werd ze begraven op het kerkhof van Dijon, maar in 1930 werden haar stoffelijke resten om ze kerkelijk te conserveren opgegraven. In 1931 zette Pierre Petit de Julleville, bisschop van Dijon, het onderzoeksproces in gang dat een aanvang zou blijken tot haar canonisatie.
Elisabeth Catez werd in 1984 zalig verklaard door paus Johannes Paulus II. Haar nagelaten teksten en geschriften werden daarna grootschalig verspreid. Op 16 oktober 2016 werd ze te Rome heilig verklaard door paus Franciscus, waarbij haar canonisatie stoelt op de wonderbare genezing in 2002 van Marie-Paul Stevens, een Belgische vrouw die leed aan het Sjögren-syndroom, een chronische, reumatische aandoening. Haar naamdag is 9 november.
Elisabeth van de Drie-eenheid wordt beschouwd als een van de grote karmelieter heiligen.

## Geschriften
Ondanks haar jonge leeftijd liet Elisabeth van de Drie-eenheid heel wat geschriften na:
- een dagboek, over de periode 1899-1900
- 124 gedichten
- 346 brieven
- 17 gebeden
- diverse geestelijke aantekeningen
- 4 traktaten

Het gebed "O mon Dieu Trinité" is haar bekendste bede. Het dateert van 21 november 1904 en werd na haar dood gevonden tussen haar aantekeningen. Het gebed is overgezet in tientallen talen. In het Nederlands heet het "O mijn God, Drie-eenheid Die ik aanbid".